# Eupromerella
Eupromerella is een kevergeslacht uit de familie van de boktorren (Cerambycidae). De wetenschappelijke naam van het geslacht werd voor het eerst geldig gepubliceerd in 1938 door Fisher.

## Soorten
Eupromerella omvat de volgende soorten:
- Eupromerella clavator (Fabricius, 1801)
- Eupromerella griseofasciata (Fuchs, 1959)
- Eupromerella maculata Martins, Galileo & Limeira-de-Oliveira, 2009
- Eupromerella nigroapicalis (Aurivillius, 1916)
- Eupromerella orbifera (Aurivillius, 1909)
- Eupromerella picturata Martins, Galileo & Limeira-de-Oliveira, 2009
- Eupromerella propinqua (Melzer, 1931)
- Eupromerella semigrisea (Bates, 1861)
- Eupromerella travassosi (Melzer, 1935)
- Eupromerella versicolor (Melzer, 1935)